# Norbert Kobielski
Norbert Kobielski (Inowrocław, 28 gennaio 1997) è un altista polacco, campione nazionale 2021 di salto in alto, ha vinto la medaglia di bronzo agli europei U23 2019.
Vince il salto in alto dei Campionati europei a squadre di atletica leggera 2021.
A luglio del 2024 è stato sospeso per la violazione delle norme sul doping.

## Palmarès
| Anno | Manifestazione   | Sede       | Evento        | Risultato      | Prestazione | Note                                     |
| ---- | ---------------- | ---------- | ------------- | -------------- | ----------- | ---------------------------------------- |
| 2015 | Europei juniores | Eskilstuna | Salto in alto | Finale         | nm          |                                          |
| 2017 | Europei under 23 | Bydgoszcz  | Salto in alto | 8º             | 2,19 m      |                                          |
| 2017 | Universiadi      | Taipei     | Salto in alto | 10º            | 2,15 m      |                                          |
| 2019 | Europei indoor   | Glasgow    | Salto in alto | 18º (q)        | 2,10 m      |                                          |
| 2019 | Europei under 23 | Gävle      | Salto in alto | Bronzo         | 2,23 m      |                                          |
| 2022 | Mondiali indoor  | Belgrado   | Salto in alto | 9º             | 2,24 m      |                                          |
| 2022 | Mondiali         | Eugene     | Salto in alto | Qualificazione | nm          |                                          |
| 2023 | Europei indoor   | Istanbul   | Salto in alto | 5º             | 2,26 m      | Miglior prestazione personale stagionale |
| 2023 | Giochi europei   | Chorzów    | Salto in alto | Bronzo         | 2,26 m      | [ 2 ]                                    |
| 2023 | Giochi europei   | Chorzów    | A squadre     | Argento        | 402,5 p.    | [ 2 ]                                    |
| 2023 | Mondiali         | Budapest   | Salto in alto | 10°            | 2,25 m      |                                          |
| 2024 | Mondiali indoor  | Glasgow    | Salto in alto | 7º             | 2,24 m      | Miglior prestazione personale stagionale |
| 2024 | Europei          | Roma       | Salto in alto | 6º             | 2,22 m      |                                          |

## Altre competizioni internazionali
2019
- Campionati europei a squadre di atletica leggera ( Bydgoszcz)

2021
- Campionati europei a squadre di atletica leggera ( Chorzów)